# 蘇原古市場町
蘇原古市場町（そはらふるいちばちょう）は、岐阜県各務原市の地名。現行行政町名は蘇原古市場町一丁目から蘇原古市場町五丁目。

## 地理
各務原市の蘇原地区に属する。
町域の東部は蘇原熊田町、蘇原外山町、西部は蘇原伊吹町、蘇原島崎町、蘇原寺島町、南部は蘇原熊田町、蘇原野口町、北部は蘇原飛鳥町、蘇原北陽町に接する。
地名はかつての各務郡古市場村に因む
道路
- 栄通り

## 歴史
1897年（明治30年）4月、古市場村、伊飛島村、和合村、大宮村、三柿野村、持田村と合併し蘇原村（1943年に町制施行し蘇原町）が発足。蘇原村大字古市場となる。
1963年（昭和38年）4月1日、蘇原町、那加町、鵜沼町、稲羽町が合併し各務原市が発足すると、蘇原古市場町に改称。
1976年（昭和51年）3月27日、この地域の区画整理が行われ、蘇原古市場町の大部分をもって蘇原古市場町一丁目から蘇原古市場町五丁目が成立。蘇原古市場町の一部をもって蘇原外山町が、蘇原古市場町の一部と蘇原島崎町の一部、蘇原大島町の一部をもって蘇原赤羽根町が、蘇原古市場町の一部と蘇原熊田町の一部、蘇原坂井町の一部をもって蘇原昭栄町が、蘇原古市場町の一部と蘇原熊田町の一部、蘇原持田町の一部をもって蘇原東門町が成立。1978年（昭和53年）12月30日に蘇原古市場町の一部と蘇原飛鳥町の一部、蘇原持田町の一部をもって蘇原清住町が成立。

## 世帯数と人口
2024年（令和6年）10月1日現在の世帯数と人口は以下の通りである
| 丁目               | 世帯数  | 人口  |
| ------------------ | ------- | ----- |
| 蘇原古市場町一丁目 | 38世帯  | 103人 |
| 蘇原古市場町二丁目 | 71世帯  | 180人 |
| 蘇原古市場町三丁目 | 55世帯  | 141人 |
| 蘇原古市場町四丁目 | 54世帯  | 128人 |
| 蘇原古市場町五丁目 | 49世帯  | 123人 |
| 計                 | 267世帯 | 684人 |

## 小・中学校の学区
市立小・中学校に通う場合、学区は以下の通りとなる。
| 番・番地等 | 小学校                   | 中学校               |
| ---------- | ------------------------ | -------------------- |
| 全域       | 各務原市立蘇原第一小学校 | 各務原市立蘇原中学校 |

## 主な施設
- 各務原市蘇原地区体育館
- 各務原蘇原郵便局
- 加佐美神社
- 神明神社
- 天神宮
- 光泉寺
- 蘇原古市場公園
- 岐阜信用金庫蘇原支店
- 旧・蘇原町役場跡 - 1963年から1964年まで各務原市役所として使用。跡地は住宅地となっているため、約100m南の各務原市立蘇原第一小学校に蘇原町役場跡の石碑がある

## 交通
- 各務原市ふれあいバス蘇原線